# Энергетика Костромской области
Энергетика Костромской области — сектор экономики региона, обеспечивающий производство, транспортировку и сбыт электрической и тепловой энергии. По состоянию на начало 2021 года, на территории Костромской области эксплуатировались 4 тепловые электростанций общей мощностью 3815,8 МВт. В 2020 году они произвели 10 356 млн кВт·ч электроэнергии. Особенностью энергетики региона является резкое доминирование одной электростанции — Костромской ГРЭС, на которую приходится более 90 % установленной мощности и выработки электроэнергии.

## История
Начало использования электроэнергии на территории Костромской области относится к 1897 году, когда в расположенном в Костроме Промышленном училище имени Ф. В. Чижова была введена в эксплуатацию электростанция мощностью 33 кВт. На территории училища была образована локальная электрическая сеть, объединявшая учебные аудитории, мастерские и жилые помещения. Позднее небольшие электростанции были организованы при Доме костромского губернского дворянства, костромском акцизном складе и др. Первая электростанция общего пользования мощностью 432 кВт была пущена в Костроме в 1912 году, она обеспечила уличное электрическое освещение и подключение к энергоснабжению частных потребителей; эта электростанция эксплуатировалась до 1980-х годов. Всего к 1918 году в Костромской губернии действовало семь небольших электростанций.
В 1918—1922 годах были построены ещё 11 небольших электростанций, которые обеспечивали электроэнергией 74 села. В 1923 году была открыта Шунгенская кооперативная сельскохозяйственная электростанция мощностью 500 кВт, оборудование которой включало в себя паровую машину и два паровых котла. В 1928 году Шунгенская электростанция была соединена с Костромой линией электропередачи протяжённостью 8 км. Шунгенская электростанция эксплуатировалась до 1939 года.
Строительство первой крупной электростанции региона, Костромской центральной электрической станции (позднее переименованной в Костромскую ТЭЦ-1), было начато в соответствии с планом ГОЭЛРО в 1927 году. Первый турбоагрегат мощностью 5,5 МВт был пущен в 1930 году. Изначально станция строилась для энергоснабжения текстильных предприятий, работала на торфе, с 1950-х годов использовалась также для централизованного теплоснабжения Костромы. Костромская ТЭЦ-1 неоднократно расширялась и модернизировалась, станция продолжает эксплуатироваться и в настоящее время.
В 1965 году было организовано районное энергетическое управление (РЭУ) «Костромаэнерго». В 1965 году была пущена Шарьинская ТЭЦ, одна из двух электростанций России, которые по состоянию на 2021 год продолжали использовать в качестве топлива торф. К 1970 году была завершена электрификация сельских районов Костромской области с переводом на централизованное энергоснабжение.
В 1963 году было начато строительство крупнейшего энергообъекта региона — Костромской ГРЭС. Станция строилась в три очереди, первая из них в составе четырёх энергоблоков была введена в эксплуатацию в 1969—1970 годах, вторая, также в составе четырех энергоблоков по 300 МВт — в 1971—1973 годах. Третья очередь в составе уникального, не имеющего аналогов в России энергоблока мощностью 1200 МВт была пущена в 1980 году. Также в 1974—1976 годах были пущены турбоагрегаты Костромской ТЭЦ-2. В 1979 году было начато строительство Костромской АЭС, прекращённое в 1987 году при готовности около 20 %. В дальнейшем проект был переработан, в 2011 году была получена лицензия на строительство станции под названием Центральная АЭС, но реализация проекта была отложена на неопределённый срок.

## Генерация электроэнергии
По состоянию на начало 2021 года, на территории Костромской области эксплуатировались 4 тепловые электростанций общей мощностью 3815,8 МВт — Костромская ГРЭС, Костромская ТЭЦ-1, Костромская ТЭЦ-2, Шарьинская ТЭЦ. Особенностью энергетики региона является резкое доминирование одной электростанции — Костромской ГРЭС, на которую приходится более 90 % установленной мощности и выработки электроэнергии.

### Костромская ГРЭС
Расположена в г. Волгореченске, единственный источник теплоснабжения города. Самая мощная электростанция региона, третья по мощности среди тепловых электростанций России (после Сургутской ГРЭС-2 и Рефтинской ГРЭС). Блочная паротурбинная тепловая электростанция, в качестве топлива использует природный газ. Турбоагрегаты станции введены в эксплуатацию в 1969—1980 годах. Установленная электрическая мощность станции — 3600 МВт, тепловая мощность — 450 Гкал/час. Фактическая выработка электроэнергии в 2019 году — 9635 млн кВт·ч. Оборудование станции включает в себя девять энергоблоков, каждый из которых состоит из турбоагрегата и котлоагрегата. Восемь энергоблоков имеют мощность по 300 МВт и один энергоблок — 1200 МВт (крупнейший энергоблок среди тепловых электростанций России). Принадлежит АО «Интер РАО — Электрогенерация».

### Костромская ТЭЦ-1
Расположена в г. Костроме, один из источников теплоснабжения города. Паротурбинная теплоэлектроцентраль, в качестве топлива использует природный газ. Турбоагрегаты станции введены в эксплуатацию в 1965—1976 годах, при этом сама станция эксплуатируется с 1930 года, являясь старейшей ныне действующей электростанцией региона. Установленная электрическая мощность станции — 24,8 МВт, тепловая мощность — 401 Гкал/час. Фактическая выработка электроэнергии в 2020 году — 80 млн кВт·ч. Оборудование станции включает в себя три турбоагрегата, один мощностью 6,8 МВт и два по 9 МВт, а также шесть котлоагрегатов и три водогрейных котла. Принадлежит ПАО «ТГК-2».

### Костромская ТЭЦ-2
Расположена в г. Костроме, один из источников теплоснабжения города. Паротурбинная теплоэлектроцентраль, в качестве топлива использует природный газ. Турбоагрегаты станции введены в эксплуатацию в 1974—1976 годах. Установленная электрическая мощность станции — 170 МВт, тепловая мощность — 611 Гкал/час. Фактическая выработка электроэнергии в 2020 году — 602 млн кВт·ч. Оборудование станции включает в себя два турбоагрегата мощностью 60 МВт и 110 МВт, четыре котлоагрегата и три водогрейных котла. Принадлежит ПАО «ТГК-2».

### Шарьинская ТЭЦ
Расположена в п. Ветлужский, основной источник теплоснабжения посёлка и города Шарья. Паротурбинная теплоэлектроцентраль, в качестве топлива использует каменный уголь, торф и мазут. Турбоагрегаты станции введены в эксплуатацию в 1965—1979 годах. Установленная электрическая мощность станции — 21 МВт, тепловая мощность — 261 Гкал/час. Фактическая выработка электроэнергии в 2020 году — 39 млн кВт·ч. Оборудование станции включает в себя три турбоагрегата мощностью 3 МВт, 6 МВт и 12 МВт, четыре котлоагрегата и один водогрейный котёл. Принадлежит МУП «Шарьинская ТЭЦ».

## Потребление электроэнергии
Потребление электроэнергии в Костромской области (с учётом потребления на собственные нужды электростанций и потерь в сетях) в 2020 году составило 3390 млн кВт·ч, максимум нагрузки — 589 МВт. Таким образом, Костромская область является энергоизбыточным регионом. В структуре полезного потребления электроэнергии (без учёта потребления на собственные нужды электростанций и потерь в сетях) в регионе лидируют обрабатывающая промышленность и потребление населением — по 24 %, доля транспорта и связи составляет 21 %. Крупнейшие потребители электроэнергии (по итогам 2020 года): ОАО «РЖД» — 508 млн кВт·ч, ООО «СВИСС КРОНО» — 256 млн кВт·ч. Функции гарантирующего поставщика электроэнергии выполняет ПАО «Костромская сбытовая компания».

## Электросетевой комплекс
Энергосистема Костромской области входит в ЕЭС России, являясь частью Объединённой энергосистемы Центра, находится в операционной зоне филиала АО «СО ЕЭС» — «Региональное диспетчерское управление энергосистемы Костромской и Ивановской областей» (Костромское РДУ). Энергосистема региона связана с энергосистемами Вологодской области по одной ВЛ 500 кВ и двум ВЛ 110 кВ, Кировской области по одной ВЛ 500 кВ и двум ВЛ 110 кВ, Нижегородской области по одной ВЛ 220 кВ, Ивановской области по трём ВЛ 500 кВ, четырём ВЛ 220 кВ и трём ВЛ 110 кВ, Ярославской области по одной ВЛ 500 кВ, двум ВЛ 220 кВ и трём ВЛ 110 кВ.
Общая протяженность линий электропередачи напряжением 110—500 кВ составляет 3439,4 км, в том числе линий электропередачи напряжением 500 кВ — 543,5 км, 220 кВ — 615,1 км, 110 кВ — 2280,8 км. Магистральные линии электропередачи напряжением 220—500 кВ эксплуатируются филиалом ПАО «ФСК ЕЭС» — «Вологодское ПМЭС», распределительные сети напряжением 110 кВ и ниже — филиалом ПАО «Россети Центр» — «Костромаэнерго» (в основном) и территориальными сетевыми организациями.

## Теплоснабжение
Теплоснабжение в Костромской области осуществляется примерно из 900 источников общей тепловой мощностью 3473 Гкал/ч. Потребление тепловой энергии по итогам 2019 года составило 5018 тыс. Гкал. Около 40 % потребления тепловой энергии покрывают крупные источники — Костромская ГРЭС, Костромские ТЭЦ-1 и ТЭЦ-2, Шарьинская ТЭЦ и Районная котельная № 2, остальное — мелкие муниципальные котельные и котельные промышленных предприятий.